# Musaranya del Tien Shan
La musaranya del Tien Shan (Sorex asper) és una espècie d'eulipotifle de la família de les musaranyes (Soricidae) que es troba al Kazakhstan i a la Xina.